# Coen Dillen
Coenraad Henrik Dillen (5 d'octubre de 1926 - 24 de juliol de 1990) va ser un futbolista neerlandès que va jugar principalment al PSV i a la selecció holandesa. Té el rècord de més gols marcats en una temporada de l'Eredivisie.

## Carrera de club
Dillen va començar la seva carrera sènior al PSV, però va tornar al club infantil Brabantia, abans de tornar a unir-se al PSV durant un període prolífic. Sobrenomenat Het Kanon (el canó), el seu compte de gols de 43 a la temporada inaugural de l'Eredivisie 1956/57 segueix sent la puntuació més alta d'un futbolista a l'Eredivisie. Va marcar vint gols en un període de nou partits entre el 27 de gener i el 31 de març de 1957. Va acabar la seva carrera al Helmondia '55.

## Carrera internacional
Dillen va debutar amb els Països Baixos en un partit amistós del maig de 1954 contra Suïssa i va assolir un total de 5 partits internacionals, marcant 4 gols. El seu últim partit internacional va ser un partit de classificació per a la Copa del Món de la FIFA el març de 1957 contra Luxemburg.

## Vida personal
Després de retirar-se del futbol, va passar un període de dos anys com a entrenador del RKSV Nuenen. El seu germà Cor Dillen va ser director i director financer de Philips.
Va morir el 1990 d'un atac de cor a Zelanda, als 63 anys. L'any 2003 es va erigir una estàtua en honor seu a l'estadi del PSV. La seva dona Mien va continuar treballant a la seva botiga de cigarrets després de la seva mort.